# Murat Magometowitsch Sjasikow
Murat Magometowitsch Sjasikow (russisch Мурат Магометович Зязиков, inguschisch Заьзганаькъан Мурад; * 10. September 1957 in Osch, Kirgisische SSR, Sowjetunion) ist ein ehemaliger hoher russischer Geheimdienstoffizier (KGB/FSB). Vom 28. April 2002 bis zum 30. Oktober 2008 war er Präsident der zu Russland gehörenden Republik Inguschetien.

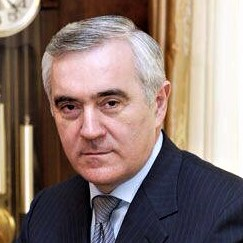
Murat Sjasikow

## Leben
Von 1980 bis 1981 arbeitete Sjasikow für die Organisation der KPdSU in Nasran. Danach leistete er seinen Wehrdienst in der Sowjetarmee ab. 1984 schloss er in Minsk seine Ausbildung beim KGB ab und arbeitete danach beim KGB der Tschetscheno-Inguschetischen ASSR. Von 1992 bis 1996 war er Stellvertreter des Sicherheitsministers sowie des FSB-Chefs Inguschetiens und Sekretär des Sicherheitsrates Inguschetiens.
1996 wechselte Sjasikow aus seiner Heimatrepublik in die Oblast Astrachan, wo er ebenfalls als stellvertretender Leiter des Inlandsgeheimdienstes tätig war. Zugleich war er Mitglied des Rates des russischen Parlaments für Probleme des Nordkaukasus. Seit Januar 2002 ist Sjasikow Stellvertreter des Statthalters (russ. Polpred) des russischen Präsidenten im Föderationskreis Südrussland. Am 28. April 2002 wurde er schließlich im zweiten Wahlgang zum Präsidenten der Republik Inguschetien gewählt. Er löste den einige Monate zuvor auf Druck Moskaus zurückgetretenen Ruslan Auschew ab. Seit Juni 2002 ist Sjasikow auch Mitglied des Staatsrates der Russischen Föderation. 2004 wurde er in diesem Gremium zum Präsidiumsmitglied gewählt.
Menschenrechtsorganisationen und Oppositionelle kritisieren, dass es in Sjasikows Amtszeit zu einer Verschlechterung der Menschenrechtslage in Inguschetien gekommen ist. So sollen etwa 150 Menschen seit seinem Amtsantritt verschwunden sein. Wie auch in der Nachbarrepublik Tschetschenien gibt es viele Fälle von Entführungen sowie politische Morde und Übergriffe der Staatsorgane. Die Menschenrechtsorganisation Human Rights Watch spricht von einer „Taktik des Schmutzigen Krieges“.
Murat Sjasikow erklärte am 30. Oktober 2008 seinen Rücktritt. Der russische Präsident Dmitri Medwedew habe sein Demissionsschreiben bereits unterzeichnet. Seit Wochen hatte es Spekulationen über eine Ablösung des Präsidenten der von ständigen Unruhen geschüttelten Krisenregion gegeben. Medwedew setzte als vorläufigen Nachfolger den amtierenden Vize-Stabschef für das Wolgaland und das Uralgebiet, Oberst Junus-bek Jewkurow, ein.

## Der Fall Magomed Jewlojew
Kritiker machen Sjasikow für den Tod des Journalisten Magomed Jewlojew verantwortlich. Der Journalist war direkt nach einem zufällig stattgefundenen, gemeinsamen Flug in einer Maschine mit Sjasikow nach der Landung in der Stadt Nasran verhaftet und kurze Zeit später mit einem Kopfschuss auf einer Straße gefunden worden. Während des Fluges soll es zuvor angeblich zu einer Auseinandersetzung zwischen Jewlojew und Sjasikow gekommen sein. Eine Demonstration, die Sjasikows Rücktritt forderte, ließ dieser mit Waffengewalt auflösen. Die Macher der von Jewlojew begründeten Website Ingushetiya.Ru veröffentlichten am 20. September 2008 eine von ihnen rekonstruierte Chronologie der Ereignisse, der zufolge Sjasikow angeblich seinen Cousin Ruslanbek Sjasikow zum Flughafen gerufen und mit der Ermordung Jewlojews beauftragt haben soll.
Murat Sjasikow und sein Cousin wurden später auch beschuldigt, Makscharip Auschew, den kurzzeitigen Nachfolger Jewlojews als Besitzer der Seite ingushetiya.ru, ermorden zu wollen. Der Mordversuch habe im Zuge einer Hausdurchsuchung bei Auschew geschehen sollen. Auschew habe jedoch aus dem Umfeld des Präsidenten eine Warnung erhalten und sich rechtzeitig in Sicherheit bringen können, so die Medienberichte. Auschew wurde, nachdem er sich nach einem Entführungsversuch für einige Wochen in die Türkei zurückgezogen hatte, am 15. Oktober 2009 bei Naltschik von Unbekannten in seinem Auto erschossen.
Der Gerichtsbeschluss zum Entzug der Domain ingushetiya.ru wurde kurze Zeit nach Jewlojews Tod umgesetzt. Seitdem ist die Seite unter der Adresse ingushetia.org zu finden.
Sjasikow ist Generalleutnant des russischen Geheimdienstes FSB. Er gilt als Vertrauter und Gefolgsmann des russischen Ministerpräsidenten Wladimir Putin, der ebenfalls aus den Reihen des Geheimdienstes stammt.